# Sedativa
Sedativa zijn bewustzijnsverlagende geneesmiddelen. Milde sedativa of kalmerende middelen worden onder andere toegepast bij hinderlijke nervositeit. Een andere naam voor sedativum/sedativa is hypnoticum/hypnotica.
Tot de sedativa worden onder andere gerekend
- benzodiazepinen zoals midazolam (Dormicum®), diazepam (Valium®), clorazepaat (Tranxilium®), lorazepam (Tavor®), temazepam (Normison®)
- narcotica zoals propofol (Disoprivan®)
- neuroleptica zoals promethazine (Atosil®)
- opioïden zoals fentanyl, morfine en sufentanil
- cannabinoïden zoals tetrahydrocannabinol (THC)